# XXIV. dinasztia
Az Ókori Egyiptom XXIV. dinasztiája Kr. e. 732-től Kr. e. 720-ig irányította az országot. Ez idő alatt két fáraót adott Egyiptomnak:
- Tefnaht (ur.: Kr. e. 732 – Kr. e. 725)
- Bakenranef (ur.: Kr. e. 725 – Kr. e. 720)